# كريس ديكر (سياسي)
كريس ديكر هو سياسي كندي، ولد في 17 نوفمبر 1941 في كندا، وتوفي في 8 أغسطس 2015 في نفس البلد. حزبياً، نشط في الحزب الليبرالي في نيوفندلاند ولابرادور ‏.